# Пильшино (посёлок)
Пи́льшино — посёлок в Выгоничском районе Брянской области, в составе Красносельского сельского поселения. Расположен в 2,5 км к востоку от села Красное, в 9 км к западу от пгт Выгоничи. Население — 750 человек (2010).
Имеется отделение связи, сельская библиотека.

## История
Возник при расположенной здесь одноимённой железнодорожной станции на линии Брянск—Гомель (движение открыто в 1887 году). Первоначально входил в Трубчевский уезд, приход села Красное. С 1920-х гг. до 2005 года в Красносельском сельсовете (в 1966—1979 гг. в Хмелевском). В период временного расформирования Выгоничского района — в Брянском (1932—1939, 1965—1977), Почепском (1963—1965) районе.
| Годы      | 1926 | 1979 | 1989 | 2002 | 2010 |
| --------- | ---- | ---- | ---- | ---- | ---- |
| Население | 156  | 612  | 917  | 805  | 750  |